# گورستان تپه سفلی
قبرستان تپه سفلی مربوط به سده‌های اولیه و میانه دوران‌های تاریخی پس از اسلام است و در شهرستان مراغه، بخش مرکزی، دهستان قره ناز، روستای سرج واقع شده و این اثر در تاریخ ۳۰ بهمن ۱۳۸۶ با شمارهٔ ثبت ۲۱۰۸۲ به‌عنوان یکی از آثار ملی ایران به ثبت رسیده است.